# Mücke Melder
Mücke Melder (německy Ostrau-Witkowitzer Eisen- und Drahtwarenfabriken Emil Mücke ₰ Hugo Melder) byla továrna na výrobu kovového nábytku.

## Vznik firmy
Firma Ostrau-Witkowitzer Eisen- und Drahtwarenfabriken Emil Mücke ₰ Hugo Melder vznikla 10. listopadu 1915 sloučením podniků:
- Witkowitzer Eisen- und Drahtwarenfabrik Hugo Melder (Vítkovická továrna na železné a drátěné zboží Hugo Melder)
- Mährische Drahtindustrie und Blech Perfoforieranstall Emil Mücke (Moravský drátěný průmysl a lisovna plechů Emil Mücke)[2]

Dřívější spolupráce Emila Mückeho a Hugo Meldera je potvrzena patentovou přihláškou AT62767B z 20. července 1912, která se týká plechové skříně.
Po vzniku republiky vystupovala firma jako „Ostravsko-Vítkovické továrny železných a drátěných výrobků Mücke a Melder, Vítkovice na Moravě“, nebo jako „Závody Mücke-Melder“ (Mücke-Melder Werke). Část výrobního programu v roce 1925 je popsána v Ceníku železného nábytku.
V roce 1927 firma nabízela drátěné ploty s tím, že jsou levnější a krásnější než dřevěné ploty.
Jeden výrobní areál se nacházel ve Vítkovicích 49°48′23″ s. š., 18°15′44″ v. d., druhý v Přívoze 49°51′6″ s. š., 18°16′36″ v. d.

## Přemístění firmy
Hugo Melder se dubnu roku 1931 stal podílníkem ve Fryštátských železárnách a ocelárnách, komanditní společnost, která byla personálně propojená s Vítkovickými železárnami. Právě Vítkovickým železárnám prodal Hugo Melder tovární budovy ve Vítkovicích. Od 30. dubna 1931 se Melderova firma stěhuje do Fryštátu (dnešní Karviná) do areálu bývalých Fryštátských oceláren a železáren (Freistädter Stahl- und Eisenwerke A.G.),  které byly uzavřeny 10. ledna 1931. Nájemní smlouva na užívání areálu za 24 tisíc Kč/čtvrtletí byla uzavřena až 1. ledna 1933 se zpětnou platností.[zdroj?]
V červnu roku 1931 od společnosti odešel společník Ing. Kletzl a jeho podíl převzala komanditní společnost Fryštátské železárny a ocelárny (Kominaditgesellschaft der Freistädter Stahl- und Eisenwerke).
V dubnu roku 1931 nabízela firma patentovanou domácí chladničku Frigulus.
V srpnu 1931 bylo do společnosti přijato 650 pracovníků. Vedení města dalo novému majiteli firmy velkou daňovou úlevu, aby byla továrna znovu otevřena  a tím byla zmírněna nezaměstnanost ve městě.
Výroba děrovaných plechů, pletiva, kovového a kombinovaného nábytku pokračovala; v roce 1932 zaměstnávala firma cca 600 zaměstnanců.[zdroj?]

## Zápis do historie
V roce 1928 započala výroba pružícího křesla navrženého A. Lurcatem pro firmu Thonet, resp. pro její továrnu v Frankenbergu v Německu. Následovaly další typy nábytku z ocelových niklovaných a chromovaných trubek. Mimo licenčních typů firmy Thonet od návrhářů Marta Stama, Ludwiga Miese van der Rohe a Marcela Breuera, vyráběla továrna i modely navržené Ing. Arnoštem Beckem, absolventem Německé vysoké školy technická v Praze. Firma přihlásila několik patentů; významný byl patent DEM0115352D ze dne 17. května 1931 na stohovatelnou židli.[zdroj?]
Nábytek z ohýbaných ocelových trubek byl produkt, který vyšel vstříc poptávce po funkčnosti, pohodlnosti, jednoduchosti a skladnosti, která byla vyvolána bytovou krizí. Odklon od monumentality a zdobnosti byl v duchu výtvarné školy Bauhaus a hesla: „Forma sleduje funkci“. Funkcionalistický nábytek však nebyl přijat bez výhrad. Kritici poukazovali na studenost, neútulnost a strohost. Kritikům navzdory se nábytek z „mannesmannových trubek“ jako symbol modernismu i po desítkách let těší zájmu a obdivu, a tak jméno Mücke-Melder nezapadlo jako stovky dalších.[zdroj?]

## Po mnichovské konferenci
Hitler zaskočil během vyjednání o Sudetech (24. září 1938) britského premiéra Chamberlaina nečekaným "Godesbergským memorandem". Mimo jiné požadoval i uspokojení všech územních nároků Polska a Maďarska vůči Československu. Polská vláda zaslala československé vládě ultimátum o okamžitém vydání požadovaných oblastí. Polská armáda  začala obsazovat nárokovaná území dne 2. října 1938. Do polského záboru se tak dostala i  Závody Mücke Melder. Na zabraném území se stala polština jediným úředním jazykem. Odhadem 5 000 Němců a 30 000 Čechů odešlo do zbytku Československa, protože byli hospodářsky diskriminováni, vyvlastňováni, propouštěni ze zaměstnání. Svou továrnu opustil i Hugo Melder, který se vrátil do Fryštátu až po obsazení území Německem.[zdroj?]

## Druhá světová válka
Výrobní program byl přizpůsoben potřebám válečného hospodářství. Část podniku zabývající se dřevovýrobou produkovala muniční bedny, provoz kovovýroby vyráběl generátory na výrobu dřevoplynu pro automobily. Od roku 1942 se vyráběly palivové nádrže pro rakety. Mimo zaměstnanců byli na otrockou práci nasazeni ukrajinské ženy a zajatí sovětští vojáci, zařazení do Arbeitskommanda R 325. Toto pracovní komando bylo složeno z 142 zajatců a bylo podřízeno zajateckému táboru Stalag VIII D Teschen (Český Těšín). Dne 18. února 1944 vypukl při svařování požár objektu lakovny. Požár se šířil do sousedních objektů. Odhad škody se přiblížil částce 6 milionů korun. Vzhledem k tomu, že závod pracoval pro německý válečný průmysl, stával se cílem bombardování. Nejtěžší škody napáchal nálet, který závod postihl dne 15. března 1945. Postupující válečná fronta byla důvodem k odsunu strojů do německého vnitrozemí; konkrétně do města Halberstadt u Magdeburgu.[zdroj?] Němečtí vojáci opustili pozice u areálu firmy Mücke Melder dne 2. května 1945 ve 22 hodin. Sovětští vojáci   přišli 3. května 1945 v 5 hodin ráno.

## Po válce
Dekretem presidenta republiky 5/1945 ze dne 19. května 1945 byla nařízena národní správa majetkových hodnot Němců. Národním správcem (komanditistou) se stal Výměrem Moravsko-slezského zemského Národního výboru, expositura Moravská Ostrava, Jan Šveda. Název firmy zněl: Závody Mücke-Melder, komanditní společnost. Zásadním úkolem bylo navrácení odvlečené firemní dokumentace a firemního majetku do závodu. Traktor s přívěsem naloženým součástkami se navrátil z města Králíky.
Národní podnik Kovona byl zřízen zprávou v Úředním listě republiky Československé ze dne 16. května 1946, částka 84. Retroaktivně (k 1. lednu 1946) byl do nově zřízeného podniku „Kovona, továrny na kovový nábytek Praha“ převeden majetek Mücke-Melder, kom.spol. ve Fryštátě a firmy Vichr a spol. Praha II. Továrna ve Fryštátě tak ztratila právní subjektivitu a vystupovala již jako národní podnik Kovona, závod Fryštát.[zdroj?]

## Původní budova
Část budov byla zbourána za druhé světové války požárem a nálety, část v rámci výstavby nových hal podniku Kovona Karviná. Budova, která stála přibližně ve středu areálu využívaného firmou Mücke Melder se zachovala poblíž ulice Hornická.[zdroj?]